# Copa del Rey 1989/90
Die Copa del Rey 1989/90 war die 86. Austragung des spanischen Fußballpokals.
Der Wettbewerb startete am 6. September 1989 und endete mit dem Finale am 5. April 1990 im Estadio Luís Casanova (Valencia). Titelverteidiger des Pokalwettbewerbs war Real Madrid. Den Titel gewann der FC Barcelona durch einen 2:0-Erfolg im Finale gegen Real Madrid. Damit qualifizierten sich die Katalanen für den Europapokal der Pokalsieger 1990/91.

## Erste Hauptrunde
|                      | Gesamt |                    | Hinspiel | Rückspiel |
| -------------------- | ------ | ------------------ | -------- | --------- |
| UD Alzira            | 1:3    | CD Málaga          | 1:1      | 0:2       |
| FC Barcelona Atlètic | 2:0    | CD Logroñés        | 0:0      | 2:0       |
| Real Betis           | 2:1    | RCD Mallorca       | 1:0      | 1:1       |
| Real Burgos          | 1:2    | Real Sociedad      | 10:1 1   | 1:1       |
| FC Castilla          | 2:3    | Real Oviedo        | 2:1      | 0:2       |
| Deportivo La Coruña  | 3:6    | CD Teneriffa       | 3:3      | 0:3       |
| FC Elche             | 3:2    | SD Eibar           | 2:1      | 1:1       |
| Espanyol Barcelona   | 0:1    | FC Sevilla         | 0:0      | 20:1 2    |
| UE Figueres          | 3:4    | Sporting Gijón     | 1:4      | 2:0       |
| UD Las Palmas        | 1:3    | Celta Vigo         | 0:1      | 1:2       |
| UD Levante           | 3:4    | Rayo Vallecano     | 2:1      | 1:3       |
| UE Lleida            | 1:3    | Atlético Madrileño | 1:0      | 0:3       |
| CFJ Mollerussa       | 1:6    | FC Cádiz           | 1:3      | 0:3       |
| Real Murcia          | 4:7    | CD Castellón       | 3:4      | 1:3       |
| FC Palamós           | 1:5    | Athletic Bilbao    | 0:2      | 1:3       |
| Racing Santander     | 3:5    | Sestao SC          | 2:3      | 1:2       |
| Bilbao Athletic      | 3      | Deportivo Xerez    |          |           |
| Recreativo Huelva    | 4:3    | UD Salamanca       | 2:1      | 2:2       |
| CE Sabadell          | 2:1    | CA Osasuna         | 2:0      | 0:1       |

## Zweite Hauptrunde
|                      | Gesamt          |                | Hinspiel | Rückspiel |
| -------------------- | --------------- | -------------- | -------- | --------- |
| Atlético Madrileño   | 4:5             | Real Sociedad  | 2:2      | 2:3       |
| FC Barcelona Atlètic | 3:3 (1:3 i. E.) | FC Cádiz       | 1:1      | 2:2       |
| Real Betis           | 3:2             | CD Castellón   | 2:0      | 1:2       |
| FC Elche             | 0:0 (1:3 i. E.) | Sporting Gijón | 0:0      | 0:0       |
| Deportivo Xerez      | 1:3             | CD Málaga      | 1:1      | 0:2       |
| Recreativo Huelva    | 2:4             | Real Oviedo    | 1:0      | 1:4       |
| CE Sabadell          | 2:1             | FC Sevilla     | 1:0      | 1:1       |
| Sestao SC            | 1:3             | Celta Vigo     | 0:2      | 1:1       |
| CD Teneriffa         | 5:3             | Rayo Vallecano | 2:2      | 3:1       |

Freilos: Athletic Bilbao

## Achtelfinale
Im Achtelfinale stießen die Mannschaften, welche in der Saison 1989/90 für internationale Pokalwettbewerbe qualifiziert waren, dazu.
|                 | Gesamt          |                | Hinspiel | Rückspiel |
| --------------- | --------------- | -------------- | -------- | --------- |
| Athletic Bilbao | 0:2             | FC Barcelona   | 0:1      | 0:1       |
| Atlético Madrid | 0:2             | Real Madrid    | 0:0      | 0:2       |
| Real Betis      | 1:2             | FC Cádiz       | 1:0      | 0:2       |
| Real Oviedo     | 1:2             | Real Saragossa | 0:1      | 1:1       |
| CE Sabadell     | 3:3 (5:6 i. E.) | Real Sociedad  | 1:0      | 2:3       |
| CD Teneriffa    | 0:3             | Sporting Gijón | 0:0      | 0:3       |
| FC Valencia     | 5:0             | Celta Vigo     | 5:0      | 0:0       |
| Real Valladolid | 9:3             | CD Málaga      | 6:1      | 3:2       |

## Viertelfinale
|                | Gesamt          |                 | Hinspiel | Rückspiel |
| -------------- | --------------- | --------------- | -------- | --------- |
| Real Madrid    | 3:1             | Real Valladolid | 3:0      | 0:1       |
| Real Sociedad  | 3:4             | FC Barcelona    | 0:1      | 3:3       |
| Sporting Gijón | 1:2             | FC Cádiz        | 0:0      | 1:2       |
| Real Saragossa | 2:2 (1:3 i. E.) | FC Valencia     | 2:1      | 0:1       |

## Halbfinale
|              | Gesamt |             | Hinspiel | Rückspiel |
| ------------ | ------ | ----------- | -------- | --------- |
| FC Barcelona | 3:2    | FC Valencia | 2:1      | 1:1       |
| FC Cádiz     | 0:4    | Real Madrid | 0:1      | 0:3       |

## Finale
Das Finale fand am 5. April 1990 im Estadio Luis Casanova in Valencia statt. Das Spiel musste mehrfach unterbrochen werden, da immer wieder Gegenstände auf das Spielfeld geworfen wurden. Nach dem Spiel wurde Andoni Zubizarreta während der „Ehrenrunde“ des Siegers FC Barcelona von einer Glasflasche am Kopf getroffen und verletzt.
| FC Barcelona                                      | FC Barcelona | Real Madrid | Real Madrid |
| ------------------------------------------------- | --- | --- | ----------- |
| FC Barcelona                                      | \| 5. April 1990 in Valencia (Estadio Luis Casanova) \| \| Ergebnis: 2:0 (0:0)[1][2] \| \| Zuschauer: 44.240 \| \| Schiedsrichter: Raúl García de Loza \|                                                                                                 | \| 5. April 1990 in Valencia (Estadio Luis Casanova) \| \| Ergebnis: 2:0 (0:0)[1][2] \| \| Zuschauer: 44.240 \| \| Schiedsrichter: Raúl García de Loza \|                                                                                        | Real Madrid |
| FC Barcelona                                      | Andoni Zubizarreta – Alexanko , Aloísio (23. Ricardo Serna), Ronald Koeman – Guillermo Amor (70. Miquel Soler), José Mari Bakero, Michael Laudrup, Roberto, Eusebio Sacristán – Julio Salinas, Txiki Begiristain Cheftrainer: Johan Cruyff ( Niederlande) | Francisco Buyo – Chendo , Rafael Gordillo, Fernando Hierro, Óscar Ruggeri, Manolo Sanchís – Míchel (75. Adolfo Aldana), Bernd Schuster, Martín Vázquez – Emilio Butragueño (62. Julio Llorente), Hugo Sánchez Cheftrainer: John Toshack ( Wales) | Real Madrid |
| FC Barcelona                                      | 1:0 Guillermo Amor (68.) 2:0 Julio Salinas (90.) | | Real Madrid |
| FC Barcelona                                      | Guillermo Amor (6.), Julio Salinas (51.), Ronald Koeman (61.), Alexanko (88.) | Míchel (3.), Fernando Hierro (32.), Martín Vázquez (53.) | Real Madrid |
| FC Barcelona                                      | Fernando Hierro (45.) | | Real Madrid |
| 5. April 1990 in Valencia (Estadio Luis Casanova) | | |             |
| Ergebnis: 2:0 (0:0)                               | | |             |
| Zuschauer: 44.240                                 | | |             |
| Schiedsrichter: Raúl García de Loza               | | |             |